# Tour du Guangxi féminin 2023
La 4e édition du Tour du Guangxi féminin a eu lieu le 17 octobre 2023. La course fait partie de l'UCI World Tour féminin. Elle est remportée par la Polonaise Daria Pikulik.

## Parcours
Le parcours est globalement plat, même s'il inclut deux difficultés dont le Yanshan dans la seconde partie de course.

### Équipes
| UCI Women's WorldTeams (7)- FDJ-Suez - Human Powered Health - Israel-Premier Tech Roland - Liv Racing TeqFind - Team Jayco AlUla - UAE Team ADQ - Uno-X Pro Cycling Team Équipes féminines continentales (10)- Ara-Skip Capital - BTC City Ljubljana-Scott - Ceratizit-WNT Pro Cycling - China Liv Pro Cycling - Coop-Hitec Products - Duolar-Chevalmeire - Li Ning Star Ladies - Tashkent City Women Professional Cycling Team - Team Dukla Praha Women - Thailand Women's Cycling Team Équipe nationale- Chine |
| |

## Récit de la course
Lu Siying et Gulnaz Khatuntseva s'échappent. Elles ont jusqu'à quatre minutes trente d'avance, mais sont reprises peu avant le sommet du Yanshan. Après la descente, Feng Lin sort. Elle est reprise à vingt-cinq kilomètres du but. La course se décide au sprint et Daria Pikulik se montre la plus rapide.

## Classements

### Classement final
| \| Classement général \| Classement général \| Classement général \| Classement général \| Classement général \| \| Coureuse \| Coureuse \| Pays \| Équipe \| Temps \| \| ------------------ \| ------------------- \| ------------------ \| -------------------------- \| ------------------ \| \| 1re \| Daria Pikulik \| Pologne \| Human Powered Health \| 3 h 39 min 45 s \| \| 2e \| Chiara Consonni \| Italie \| UAE Team ADQ \| + 0 s \| \| 3e \| Mia Griffin \| Irlande \| Israel-Premier Tech Roland \| + 0 s \| \| 4e \| Maggie Coles-Lyster \| Canada \| Israel-Premier Tech Roland \| + 0 s \| \| 5e \| Xin Tang \| Chine \| Chine \| + 0 s \| \| 6e \| Marta Lach \| Pologne \| Ceratizit-WNT Pro Cycling \| + 0 s \| \| 7e \| Vittoria Guazzini \| Italie \| FDJ-Suez \| + 0 s \| \| 8e \| Anniina Ahtosalo \| Finlande \| Uno-X Pro Cycling Team \| + 0 s \| \| 9e \| Taisa Naskovich \| Bannière neutre \| Li Ning Star Ladies \| + 0 s \| \| 10e \| Emilia Fahlin \| Suède \| FDJ-Suez \| + 0 s \| |                     |                 |                            |                 |
| |                     |                 |                            |                 |
| |                     |                 |                            |                 |
| Classement général |                     |                 |                            |                 |
| Coureuse | Coureuse            | Pays            | Équipe                     | Temps           |
| 1re | Daria Pikulik       | Pologne         | Human Powered Health       | 3 h 39 min 45 s |
| 2e | Chiara Consonni     | Italie          | UAE Team ADQ               | + 0 s           |
| 3e | Mia Griffin         | Irlande         | Israel-Premier Tech Roland | + 0 s           |
| 4e | Maggie Coles-Lyster | Canada          | Israel-Premier Tech Roland | + 0 s           |
| 5e | Xin Tang            | Chine           | Chine                      | + 0 s           |
| 6e | Marta Lach          | Pologne         | Ceratizit-WNT Pro Cycling  | + 0 s           |
| 7e | Vittoria Guazzini   | Italie          | FDJ-Suez                   | + 0 s           |
| 8e | Anniina Ahtosalo    | Finlande        | Uno-X Pro Cycling Team     | + 0 s           |
| 9e | Taisa Naskovich     | Bannière neutre | Li Ning Star Ladies        | + 0 s           |
| 10e | Emilia Fahlin       | Suède           | FDJ-Suez                   | + 0 s           |

### UCI World Tour

#### Points attribués
| Position           | 1er | 2e  | 3e  | 4e  | 5e  | 6e  | 7e  | 8e  | 9e | 10e | 11e | 12e | 13e | 14e | 15e | 16e à 20e | 21e à 30e | 31e à 40e |
| Classement général | 400 | 320 | 260 | 220 | 180 | 140 | 120 | 100 | 80 | 68  | 56  | 48  | 40  | 32  | 28  | 24        | 16        | 8         |

| Classement par points | Classement par points | Classement par points | Classement par points | Classement par points |
| Coureuse              | Coureuse              | Pays                  | Équipe                | Points                |
| --------------------- | --------------------- | --------------------- | --------------------- | --------------------- |
| 1re                   | Demi Vollering        | Pays-Bas              | SD Worx               | 4891.86 pts           |
| 2e                    | Annemiek van Vleuten  | Pays-Bas              | Movistar Team         | 2790.57 pts           |
| 3e                    | Lotte Kopecky         | Belgique              | SD Worx               | 2735 pts              |
| 4e                    | Marlen Reusser        | Suisse                | SD Worx               | 2512.86 pts           |
| 5e                    | Katarzyna Niewiadoma  | Pologne               | Canyon-SRAM Racing    | 2284.71 pts           |
| 6e                    | Lorena Wiebes         | Pays-Bas              | SD Worx               | 2212 pts              |
| 7e                    | Elisa Longo Borghini  | Italie                | Trek-Segafredo        | 1601 pts              |
| 8e                    | Gaia Realini          | Italie                | Trek-Segafredo        | 1532.29 pts           |
| 9e                    | Juliette Labous       | France                | Team DSM              | 1526.14 pts           |
| 10e                   | Silvia Persico        | Italie                | UAE Team ADQ          | 1496.14 pts           |

| Classement par points | Classement par points | Classement par points | Classement par points | Classement par points |
| Coureuse              | Coureuse              | Pays                  | Équipe                | Points                |
| --------------------- | --------------------- | --------------------- | --------------------- | --------------------- |
| 1re                   | Demi Vollering        | Pays-Bas              | SD Worx               | 4891.86 pts           |
| 2e                    | Annemiek van Vleuten  | Pays-Bas              | Movistar Team         | 2790.57 pts           |
| 3e                    | Lotte Kopecky         | Belgique              | SD Worx               | 2735 pts              |
| 4e                    | Marlen Reusser        | Suisse                | SD Worx               | 2512.86 pts           |
| 5e                    | Katarzyna Niewiadoma  | Pologne               | Canyon-SRAM Racing    | 2284.71 pts           |
| 6e                    | Lorena Wiebes         | Pays-Bas              | SD Worx               | 2212 pts              |
| 7e                    | Elisa Longo Borghini  | Italie                | Trek-Segafredo        | 1601 pts              |
| 8e                    | Gaia Realini          | Italie                | Trek-Segafredo        | 1532.29 pts           |
| 9e                    | Juliette Labous       | France                | Team DSM              | 1526.14 pts           |
| 10e                   | Silvia Persico        | Italie                | UAE Team ADQ          | 1496.14 pts           |

| Classement du meilleur jeune | Classement du meilleur jeune | Classement du meilleur jeune | Classement du meilleur jeune | Classement du meilleur jeune |
| Coureuse                     | Coureuse                     | Pays                         | Équipe                       | Points                       |
| ---------------------------- | ---------------------------- | ---------------------------- | ---------------------------- | ---------------------------- |
| 1re                          | Shirin van Anrooij           | Pays-Bas                     | Trek-Segafredo               | 38 pts                       |
| 2e                           | Gaia Realini                 | Italie                       | Trek-Segafredo               | 36 pts                       |
| 3e                           | Maike van der Duin           | Pays-Bas                     | Canyon-SRAM Racing           | 22 pts                       |
| 4e                           | Eleonora Gasparrini          | Italie                       | UAE Team ADQ                 | 20 pts                       |
| 5e                           | Cédrine Kerbaol              | France                       | Ceratizit-WNT Pro Cycling    | 20 pts                       |

| Classement du meilleur jeune | Classement du meilleur jeune | Classement du meilleur jeune | Classement du meilleur jeune | Classement du meilleur jeune |
| Coureuse                     | Coureuse                     | Pays                         | Équipe                       | Points                       |
| ---------------------------- | ---------------------------- | ---------------------------- | ---------------------------- | ---------------------------- |
| 1re                          | Shirin van Anrooij           | Pays-Bas                     | Trek-Segafredo               | 38 pts                       |
| 2e                           | Gaia Realini                 | Italie                       | Trek-Segafredo               | 36 pts                       |
| 3e                           | Maike van der Duin           | Pays-Bas                     | Canyon-SRAM Racing           | 22 pts                       |
| 4e                           | Eleonora Gasparrini          | Italie                       | UAE Team ADQ                 | 20 pts                       |
| 5e                           | Cédrine Kerbaol              | France                       | Ceratizit-WNT Pro Cycling    | 20 pts                       |

| Classement par équipes aux points | Classement par équipes aux points | Classement par équipes aux points | Classement par équipes aux points |
| Équipe                            | Équipe                            | Pays                              | Points                            |
| --------------------------------- | --------------------------------- | --------------------------------- | --------------------------------- |
| 1re                               | SD Worx                           | Pays-Bas                          | 14331.02 pts                      |
| 2e                                | Canyon-SRAM Racing                | Allemagne                         | 8138.97 pts                       |
| 3e                                | Trek-Segafredo                    | États-Unis                        | 7683.74 pts                       |
| 4e                                | UAE Team ADQ                      | Émirats arabes unis               | 5990.98 pts                       |
| 5e                                | Movistar Team                     | Espagne                           | 5639.99 pts                       |
| 6e                                | FDJ-Suez                          | France                            | 5463.99 pts                       |
| 7e                                | Team DSM                          | Pays-Bas                          | 5453.98 pts                       |
| 8e                                | Team Jumbo-Visma                  | Pays-Bas                          | 4145.98 pts                       |
| 9e                                | Team Jayco AlUla                  | Australie                         | 2419.01 pts                       |
| 10e                               | Fenix-Deceuninck                  | Belgique                          | 2329 pts                          |

| Classement par équipes aux points | Classement par équipes aux points | Classement par équipes aux points | Classement par équipes aux points |
| Équipe                            | Équipe                            | Pays                              | Points                            |
| --------------------------------- | --------------------------------- | --------------------------------- | --------------------------------- |
| 1re                               | SD Worx                           | Pays-Bas                          | 14331.02 pts                      |
| 2e                                | Canyon-SRAM Racing                | Allemagne                         | 8138.97 pts                       |
| 3e                                | Trek-Segafredo                    | États-Unis                        | 7683.74 pts                       |
| 4e                                | UAE Team ADQ                      | Émirats arabes unis               | 5990.98 pts                       |
| 5e                                | Movistar Team                     | Espagne                           | 5639.99 pts                       |
| 6e                                | FDJ-Suez                          | France                            | 5463.99 pts                       |
| 7e                                | Team DSM                          | Pays-Bas                          | 5453.98 pts                       |
| 8e                                | Team Jumbo-Visma                  | Pays-Bas                          | 4145.98 pts                       |
| 9e                                | Team Jayco AlUla                  | Australie                         | 2419.01 pts                       |
| 10e                               | Fenix-Deceuninck                  | Belgique                          | 2329 pts                          |

## Liste des participantes
| Légende | Légende                                                                    | Légende | Légende                                                    |
| ------- | -------------------------------------------------------------------------- | ------- | ---------------------------------------------------------- |
| Num     | Dossard de départ porté par le coureur sur ce Tour du Guangxi              | Pos     | Position à l'arrivée de la course                          |
|         | Indique un maillot de champion national ou mondial, suivi de sa spécialité | NP      | Indique un coureur qui n'a pas pris le départ de la course |
| AB      | Indique un coureur qui n'a pas terminé la course                           | HD      | Indique un coureur qui a terminé la course hors des délais |

| FDJ-Suez FST | FDJ-Suez FST                | FDJ-Suez FST |
| ------------ | --------------------------- | ------------ |
| Num          | Coureuse                    | Pos          |
| 1            | Stine Borgli (NOR)          | 32e          |
| 2            | Eugénie Duval (FRA)         | 86e          |
| 3            | Emilia Fahlin (SWE) (route) | 10e          |
| 4            | Vittoria Guazzini (ITA)     | 7e           |
| 5            | Victorie Guilman (FRA)      | 45e          |

| Human Powered Health HPW | Human Powered Health HPW      | Human Powered Health HPW |
| ------------------------ | ----------------------------- | ------------------------ |
| Num                      | Coureuse                      | Pos                      |
| 11                       | Barbara Malcotti (ITA)        | 66e                      |
| 12                       | Daria Pikulik (POL)           | 1re                      |
| 13                       | Marit Raaijmakers (NED)       | 55e                      |
| 14                       | Marjolein van 't Geloof (NED) | 59e                      |
| 16                       | Eri Yonamine (JPN) (route)    | 63e                      |

| Israel-Premier Tech Roland CGS | Israel-Premier Tech Roland CGS | Israel-Premier Tech Roland CGS |
| ------------------------------ | ------------------------------ | ------------------------------ |
| Num                            | Coureuse                       | Pos                            |
| 21                             | Maggie Coles-Lyster (CAN)      | 4e                             |
| 22                             | Tamara Dronova (route)         | 22e                            |
| 23                             | Mia Griffin (IRL)              | 3e                             |
| 24                             | Nguyễn Thị Thật (VIE) (route)  | 76e                            |
| 25                             | Elena Pirrone (ITA)            | 36e                            |
| 26                             | Alice Sharpe (IRL)             | 26e                            |

| Liv Racing TeqFind LIV | Liv Racing TeqFind LIV | Liv Racing TeqFind LIV |
| ---------------------- | ---------------------- | ---------------------- |
| Num                    | Coureuse               | Pos                    |
| 31                     | Rachele Barbieri (ITA) | 17e                    |
| 32                     | Eva Buurman (NED)      | 27e                    |
| 33                     | Marta Jaskulska (POL)  | 18e                    |
| 36                     | Silke Smulders (NED)   | 25e                    |

| Team Jayco AlUla BEX | Team Jayco AlUla BEX      | Team Jayco AlUla BEX |
| -------------------- | ------------------------- | -------------------- |
| Num                  | Coureuse                  | Pos                  |
| 41                   | Jessica Allen (AUS)       | 82e                  |
| 42                   | Georgia Baker (AUS)       | 83e                  |
| 43                   | Ingvild Gåskjenn (NOR)    | 29e                  |
| 44                   | Nina Kessler (NED)        | 16e                  |
| 46                   | Wei Shi Chelsie Tan (SGP) | 81e                  |

| UAE Team ADQ UAD | UAE Team ADQ UAD          | UAE Team ADQ UAD |
| ---------------- | ------------------------- | ---------------- |
| Num              | Coureuse                  | Pos              |
| 51               | Safia Al Sayegh (UAE)     | 91e              |
| 52               | Chiara Consonni (ITA)     | 2e               |
| 53               | Eleonora Gasparrini (ITA) | 61e              |
| 54               | Elizabeth Holden (GBR)    | 34e              |
| 55               | Karolina Kumięga (POL)    | 15e              |
| 56               | Laura Tomasi (ITA)        | 12e              |

| Uno-X Pro Cycling Team UXT | Uno-X Pro Cycling Team UXT     | Uno-X Pro Cycling Team UXT |
| -------------------------- | ------------------------------ | -------------------------- |
| Num                        | Coureuse                       | Pos                        |
| 61                         | Anniina Ahtosalo (FIN) (route) | 8e                         |
| 62                         | Marte Berg Edseth (NOR)        | 43e                        |
| 63                         | Rebecca Koerner (DEN) (route)  | 65e                        |
| 64                         | Anouska Koster (NED)           | 14e                        |
| 65                         | Wilma Olausson (SWE)           | 51e                        |

| Ara-Skip Capital ARA | Ara-Skip Capital ARA         | Ara-Skip Capital ARA |
| -------------------- | ---------------------------- | -------------------- |
| Num                  | Coureuse                     | Pos                  |
| 71                   | Sophie Edwards (AUS) (route) | 23e                  |
| 72                   | Sophie Marr (AUS)            | 58e                  |
| 73                   | Lucinda Stewart (AUS)        | 85e                  |
| 74                   | Rachael Wales (AUS)          | 57e                  |
| 75                   | Georgia Whitehouse (AUS)     | 54e                  |
| 76                   | Alisha Wells (AUS)           | 84e                  |

| BTC City Ljubljana-Scott BCL | BTC City Ljubljana-Scott BCL | BTC City Ljubljana-Scott BCL |
| ---------------------------- | ---------------------------- | ---------------------------- |
| Num                          | Coureuse                     | Pos                          |
| 81                           | Nika Bobnar (SLO)            | 20e                          |
| 82                           | Špela Colnar (SLO)           | 73e                          |
| 83                           | Urša Pintar (SLO) (route)    | 30e                          |
| 85                           | Tjaša Sušnik (SLO)           | 38e                          |
| 86                           | Hana Žumer (SLO)             | 92e                          |

| Ceratizit-WNT Pro Cycling WNT | Ceratizit-WNT Pro Cycling WNT | Ceratizit-WNT Pro Cycling WNT |
| ----------------------------- | ----------------------------- | ----------------------------- |
| Num                           | Coureuse                      | Pos                           |
| 91                            | Laura Asencio (FRA)           | 47e                           |
| 92                            | Mylène de Zoete (NED)         | 53e                           |
| 93                            | Lana Eberle (GER)             | 77e                           |
| 94                            | Martina Fidanza (ITA)         | 79e                           |
| 95                            | Marta Lach (POL)              | 6e                            |

| China Liv Pro Cycling GPC | China Liv Pro Cycling GPC | China Liv Pro Cycling GPC |
| ------------------------- | ------------------------- | ------------------------- |
| Num                       | Coureuse                  | Pos                       |
| 101                       | Ning Chen (CHN)           | 90e                       |
| 102                       | Cui Yuhang (CHN)          | 49e                       |
| 103                       | Feng Lin (CHN)            | 64e                       |
| 104                       | Siying Lu (CHN)           | 89e                       |

| Duolar-Chevalmeire DCH | Duolar-Chevalmeire DCH | Duolar-Chevalmeire DCH |
| ---------------------- | ---------------------- | ---------------------- |
| Num                    | Coureuse               | Pos                    |
| 111                    | Minke Bakker (NED)     | 24e                    |
| 112                    | Nathalie Bex (BEL)     | 40e                    |
| 113                    | Danique Braam (NED)    | 21e                    |
| 114                    | Malin Eriksen (NOR)    | 31e                    |
| 115                    | Tara Gins (BEL)        | 78e                    |
| 116                    | Antonia Gröndahl (FIN) | 52e                    |

| Thailand Women's cycling team TWC | Thailand Women's cycling team TWC | Thailand Women's cycling team TWC |
| --------------------------------- | --------------------------------- | --------------------------------- |
| Num                               | Coureuse                          | Pos                               |
| 121                               | Chaniporn Batriya (THA) (route)   | 80e                               |
| 122                               | Jutatip Maneephan (THA)           | 75e                               |
| 123                               | Chanpeng Nontasin (THA)           | 93e                               |
| 124                               | Phetdarin Somrat (THA)            | 33e                               |

| Li Ning Star Ladies ___ | Li Ning Star Ladies ___    | Li Ning Star Ladies ___ |
| ----------------------- | -------------------------- | ----------------------- |
| Num                     | Coureuse                   | Pos                     |
| 131                     | Qiao Kang (CHN)            | 13e                     |
| 132                     | Gulnaz Khatuntseva         | 44e                     |
| 133                     | Nastassia Kiptsikava (BLR) | 41e                     |
| 134                     | Taisa Naskovich            | 9e                      |
| 135                     | Yanan Sun (CHN)            | 67e                     |
| 136                     | Kaiyan Jiao (CHN)          | 71e                     |

| Coop-Hitec Products HPU | Coop-Hitec Products HPU | Coop-Hitec Products HPU |
| ----------------------- | ----------------------- | ----------------------- |
| Num                     | Coureuse                | Pos                     |
| 141                     | Emma Boogaard (NED)     | 72e                     |
| 142                     | Georgia Danford (AUS)   | 87e                     |
| 143                     | Tiril Jørgensen (NOR)   | 39e                     |
| 144                     | Lucie Jounier (FRA)     | 88e                     |
| 145                     | Mari Hole Mohr (NOR)    | 28e                     |
| 146                     | Josie Nelson (GBR)      | 37e                     |

| Team Dukla Praha TDP | Team Dukla Praha TDP   | Team Dukla Praha TDP |
| -------------------- | ---------------------- | -------------------- |
| Num                  | Coureuse               | Pos                  |
| 151                  | Gabriela Bártová (CZE) | 68e                  |

| Sans équipe ___ | Sans équipe ___         | Sans équipe ___ |
| --------------- | ----------------------- | --------------- |
| Num             | Coureuse                | Pos             |
| 152             | Nicole Hartychova (CZE) | 69e             |

| Team Dukla Praha TDP | Team Dukla Praha TDP            | Team Dukla Praha TDP |
| -------------------- | ------------------------------- | -------------------- |
| Num                  | Coureuse                        | Pos                  |
| 153                  | Katerina Kohoutková (CZE)       | 93e                  |
| 154                  | Jarmila Machačová (CZE) (route) | 60e                  |
| 155                  | Barbora Němcová (CZE)           | 42e                  |
| 156                  | Nela Slanikova (CZE)            | 74e                  |

| Tashkent City Women Professional Cycling Team TCW | Tashkent City Women Professional Cycling Team TCW | Tashkent City Women Professional Cycling Team TCW |
| ------------------------------------------------- | ------------------------------------------------- | ------------------------------------------------- |
| Num                                               | Coureuse                                          | Pos                                               |
| 161                                               | Margarita Misyurina (UZB)                         | 56e                                               |
| 162                                               | Sofia Karimova (UZB)                              | 46e                                               |
| 163                                               | Ekaterina Knebeleva (UZB)                         | 70e                                               |
| 164                                               | Nafosat Kozieva (UZB)                             | 50e                                               |
| 165                                               | Yanina Kuskova (UZB)                              | 35e                                               |
| 166                                               | Olga Zabelinskaïa (UZB)                           | 48e                                               |

| Chine CHN | Chine CHN          | Chine CHN |
| --------- | ------------------ | --------- |
| Num       | Coureuse           | Pos       |
| 171       | Chang Yue          | 11e       |
| 172       | Siqi Guan          | 62e       |
| 174       | Xin Tang           | 5e        |
| 175       | Luyao Zeng (route) | 19e       |

| FDJ-Suez FST | FDJ-Suez FST                | FDJ-Suez FST |
| ------------ | --------------------------- | ------------ |
| Num          | Coureuse                    | Pos          |
| 1            | Stine Borgli (NOR)          | 32e          |
| 2            | Eugénie Duval (FRA)         | 86e          |
| 3            | Emilia Fahlin (SWE) (route) | 10e          |
| 4            | Vittoria Guazzini (ITA)     | 7e           |
| 5            | Victorie Guilman (FRA)      | 45e          |

| Human Powered Health HPW | Human Powered Health HPW      | Human Powered Health HPW |
| ------------------------ | ----------------------------- | ------------------------ |
| Num                      | Coureuse                      | Pos                      |
| 11                       | Barbara Malcotti (ITA)        | 66e                      |
| 12                       | Daria Pikulik (POL)           | 1re                      |
| 13                       | Marit Raaijmakers (NED)       | 55e                      |
| 14                       | Marjolein van 't Geloof (NED) | 59e                      |
| 16                       | Eri Yonamine (JPN) (route)    | 63e                      |

| Israel-Premier Tech Roland CGS | Israel-Premier Tech Roland CGS | Israel-Premier Tech Roland CGS |
| ------------------------------ | ------------------------------ | ------------------------------ |
| Num                            | Coureuse                       | Pos                            |
| 21                             | Maggie Coles-Lyster (CAN)      | 4e                             |
| 22                             | Tamara Dronova (route)         | 22e                            |
| 23                             | Mia Griffin (IRL)              | 3e                             |
| 24                             | Nguyễn Thị Thật (VIE) (route)  | 76e                            |
| 25                             | Elena Pirrone (ITA)            | 36e                            |
| 26                             | Alice Sharpe (IRL)             | 26e                            |

| Liv Racing TeqFind LIV | Liv Racing TeqFind LIV | Liv Racing TeqFind LIV |
| ---------------------- | ---------------------- | ---------------------- |
| Num                    | Coureuse               | Pos                    |
| 31                     | Rachele Barbieri (ITA) | 17e                    |
| 32                     | Eva Buurman (NED)      | 27e                    |
| 33                     | Marta Jaskulska (POL)  | 18e                    |
| 36                     | Silke Smulders (NED)   | 25e                    |

| Team Jayco AlUla BEX | Team Jayco AlUla BEX      | Team Jayco AlUla BEX |
| -------------------- | ------------------------- | -------------------- |
| Num                  | Coureuse                  | Pos                  |
| 41                   | Jessica Allen (AUS)       | 82e                  |
| 42                   | Georgia Baker (AUS)       | 83e                  |
| 43                   | Ingvild Gåskjenn (NOR)    | 29e                  |
| 44                   | Nina Kessler (NED)        | 16e                  |
| 46                   | Wei Shi Chelsie Tan (SGP) | 81e                  |

| UAE Team ADQ UAD | UAE Team ADQ UAD          | UAE Team ADQ UAD |
| ---------------- | ------------------------- | ---------------- |
| Num              | Coureuse                  | Pos              |
| 51               | Safia Al Sayegh (UAE)     | 91e              |
| 52               | Chiara Consonni (ITA)     | 2e               |
| 53               | Eleonora Gasparrini (ITA) | 61e              |
| 54               | Elizabeth Holden (GBR)    | 34e              |
| 55               | Karolina Kumięga (POL)    | 15e              |
| 56               | Laura Tomasi (ITA)        | 12e              |

| Uno-X Pro Cycling Team UXT | Uno-X Pro Cycling Team UXT     | Uno-X Pro Cycling Team UXT |
| -------------------------- | ------------------------------ | -------------------------- |
| Num                        | Coureuse                       | Pos                        |
| 61                         | Anniina Ahtosalo (FIN) (route) | 8e                         |
| 62                         | Marte Berg Edseth (NOR)        | 43e                        |
| 63                         | Rebecca Koerner (DEN) (route)  | 65e                        |
| 64                         | Anouska Koster (NED)           | 14e                        |
| 65                         | Wilma Olausson (SWE)           | 51e                        |

| Ara-Skip Capital ARA | Ara-Skip Capital ARA         | Ara-Skip Capital ARA |
| -------------------- | ---------------------------- | -------------------- |
| Num                  | Coureuse                     | Pos                  |
| 71                   | Sophie Edwards (AUS) (route) | 23e                  |
| 72                   | Sophie Marr (AUS)            | 58e                  |
| 73                   | Lucinda Stewart (AUS)        | 85e                  |
| 74                   | Rachael Wales (AUS)          | 57e                  |
| 75                   | Georgia Whitehouse (AUS)     | 54e                  |
| 76                   | Alisha Wells (AUS)           | 84e                  |

| BTC City Ljubljana-Scott BCL | BTC City Ljubljana-Scott BCL | BTC City Ljubljana-Scott BCL |
| ---------------------------- | ---------------------------- | ---------------------------- |
| Num                          | Coureuse                     | Pos                          |
| 81                           | Nika Bobnar (SLO)            | 20e                          |
| 82                           | Špela Colnar (SLO)           | 73e                          |
| 83                           | Urša Pintar (SLO) (route)    | 30e                          |
| 85                           | Tjaša Sušnik (SLO)           | 38e                          |
| 86                           | Hana Žumer (SLO)             | 92e                          |

| Ceratizit-WNT Pro Cycling WNT | Ceratizit-WNT Pro Cycling WNT | Ceratizit-WNT Pro Cycling WNT |
| ----------------------------- | ----------------------------- | ----------------------------- |
| Num                           | Coureuse                      | Pos                           |
| 91                            | Laura Asencio (FRA)           | 47e                           |
| 92                            | Mylène de Zoete (NED)         | 53e                           |
| 93                            | Lana Eberle (GER)             | 77e                           |
| 94                            | Martina Fidanza (ITA)         | 79e                           |
| 95                            | Marta Lach (POL)              | 6e                            |

| China Liv Pro Cycling GPC | China Liv Pro Cycling GPC | China Liv Pro Cycling GPC |
| ------------------------- | ------------------------- | ------------------------- |
| Num                       | Coureuse                  | Pos                       |
| 101                       | Ning Chen (CHN)           | 90e                       |
| 102                       | Cui Yuhang (CHN)          | 49e                       |
| 103                       | Feng Lin (CHN)            | 64e                       |
| 104                       | Siying Lu (CHN)           | 89e                       |

| Duolar-Chevalmeire DCH | Duolar-Chevalmeire DCH | Duolar-Chevalmeire DCH |
| ---------------------- | ---------------------- | ---------------------- |
| Num                    | Coureuse               | Pos                    |
| 111                    | Minke Bakker (NED)     | 24e                    |
| 112                    | Nathalie Bex (BEL)     | 40e                    |
| 113                    | Danique Braam (NED)    | 21e                    |
| 114                    | Malin Eriksen (NOR)    | 31e                    |
| 115                    | Tara Gins (BEL)        | 78e                    |
| 116                    | Antonia Gröndahl (FIN) | 52e                    |

| Thailand Women's cycling team TWC | Thailand Women's cycling team TWC | Thailand Women's cycling team TWC |
| --------------------------------- | --------------------------------- | --------------------------------- |
| Num                               | Coureuse                          | Pos                               |
| 121                               | Chaniporn Batriya (THA) (route)   | 80e                               |
| 122                               | Jutatip Maneephan (THA)           | 75e                               |
| 123                               | Chanpeng Nontasin (THA)           | 93e                               |
| 124                               | Phetdarin Somrat (THA)            | 33e                               |

| Li Ning Star Ladies ___ | Li Ning Star Ladies ___    | Li Ning Star Ladies ___ |
| ----------------------- | -------------------------- | ----------------------- |
| Num                     | Coureuse                   | Pos                     |
| 131                     | Qiao Kang (CHN)            | 13e                     |
| 132                     | Gulnaz Khatuntseva         | 44e                     |
| 133                     | Nastassia Kiptsikava (BLR) | 41e                     |
| 134                     | Taisa Naskovich            | 9e                      |
| 135                     | Yanan Sun (CHN)            | 67e                     |
| 136                     | Kaiyan Jiao (CHN)          | 71e                     |

| Coop-Hitec Products HPU | Coop-Hitec Products HPU | Coop-Hitec Products HPU |
| ----------------------- | ----------------------- | ----------------------- |
| Num                     | Coureuse                | Pos                     |
| 141                     | Emma Boogaard (NED)     | 72e                     |
| 142                     | Georgia Danford (AUS)   | 87e                     |
| 143                     | Tiril Jørgensen (NOR)   | 39e                     |
| 144                     | Lucie Jounier (FRA)     | 88e                     |
| 145                     | Mari Hole Mohr (NOR)    | 28e                     |
| 146                     | Josie Nelson (GBR)      | 37e                     |

| Team Dukla Praha TDP | Team Dukla Praha TDP   | Team Dukla Praha TDP |
| -------------------- | ---------------------- | -------------------- |
| Num                  | Coureuse               | Pos                  |
| 151                  | Gabriela Bártová (CZE) | 68e                  |

| Sans équipe ___ | Sans équipe ___         | Sans équipe ___ |
| --------------- | ----------------------- | --------------- |
| Num             | Coureuse                | Pos             |
| 152             | Nicole Hartychova (CZE) | 69e             |

| Team Dukla Praha TDP | Team Dukla Praha TDP            | Team Dukla Praha TDP |
| -------------------- | ------------------------------- | -------------------- |
| Num                  | Coureuse                        | Pos                  |
| 153                  | Katerina Kohoutková (CZE)       | 93e                  |
| 154                  | Jarmila Machačová (CZE) (route) | 60e                  |
| 155                  | Barbora Němcová (CZE)           | 42e                  |
| 156                  | Nela Slanikova (CZE)            | 74e                  |

| Tashkent City Women Professional Cycling Team TCW | Tashkent City Women Professional Cycling Team TCW | Tashkent City Women Professional Cycling Team TCW |
| ------------------------------------------------- | ------------------------------------------------- | ------------------------------------------------- |
| Num                                               | Coureuse                                          | Pos                                               |
| 161                                               | Margarita Misyurina (UZB)                         | 56e                                               |
| 162                                               | Sofia Karimova (UZB)                              | 46e                                               |
| 163                                               | Ekaterina Knebeleva (UZB)                         | 70e                                               |
| 164                                               | Nafosat Kozieva (UZB)                             | 50e                                               |
| 165                                               | Yanina Kuskova (UZB)                              | 35e                                               |
| 166                                               | Olga Zabelinskaïa (UZB)                           | 48e                                               |

| Chine CHN | Chine CHN          | Chine CHN |
| --------- | ------------------ | --------- |
| Num       | Coureuse           | Pos       |
| 171       | Chang Yue          | 11e       |
| 172       | Siqi Guan          | 62e       |
| 174       | Xin Tang           | 5e        |
| 175       | Luyao Zeng (route) | 19e       |